# 威氏舌天竺鯛
威氏舌天竺鯛（學名：Glossamia wichmanni），為輻鰭魚綱鈎頭魚目天竺鯛科舌天竺鯛屬下的一個種，分布於西太平洋印尼巴布亞省塔瓦林河向東至巴布亞紐幾內亞北部的貝瓦尼山脈淡水流域，體長可達18公分，棲息植被生長茂密有沉積物沉積的沼澤、湖泊及溪流淺水處，夜間活動，屬肉食性，繁殖期時，雄魚具有口孵習性，卵約7日化成仔魚，由雄魚吐出，具短暫的仔魚飄浮期，生活習性不明。